# Ochetophila trinervis
Ochetophila trinervis, comúnmente llamada chacay, es una especie de planta del género Ochetophila, familia Rhamnaceae. Su forma es arbustiva, formando matorrales con los ejemplares adultos alcanzando una altura de hasta 5 m.

## Descripción
Sus hojas son color verde brillante, tallos jóvenes verdes y adultos lignificados con espinas. Sus flores son blanquecinas y pequeñas.

## Distribución
Se distribuye en la región que va entre los 31 º de latitud sur hasta los 48 º de latitud sur en la Patagonia. Así como en las regiones chilenas de Atacama, Coquimbo, Valparaíso, Metropolitana, O'Higgins, Maule, Ñuble, Biobío, Araucanía y Aysén. Ha sido estudiada como especie dispersada por aves migratorias transoceánicas al encontrarse también en la isla subantártica de Marión.

## Hábitat
La especie se observa a la vera de ríos y arroyos, por lo que se la considera una planta riparia, aunque puede llegar a formar bosquecillos de densidad variable a cierta distancia de los cursos de agua. Es una planta actinorícica, es decir que puede asociarse con bacterias del suelo del género Frankia y formar nódulos fijadores de nitrógeno.

## Taxonomía
La especie fue descrita inicialmente como Sageretia trinervis por John Gillies y tanto validada como publicada por William Jackson Hooker en Botanical Miscellany 3: 172, en 1833, actualmente, es tanto un sinónimo como el basónimo de esta. Más adelante, sería transferida al género Discaria por Karl Friedrich Reiche en Anales de la Universidad de Chile 97: 50, en 1897, nombre científico que también es un sinónimo actualmente; y ulteriormente sería transferida al género Ochetophila por Eduard Friedrich Poeppig y tanto validada como publicada por Stephan Ladislaus Endlicher en Genera plantarum secundum ordines naturales disposita 1099, en 1840.